# Mala vita
Mala vita (título original en italiano; en español, Mala vida) es una ópera en tres actos con música de Umberto Giordano y libreto en italiano de Nicola Daspuro. Fue la primera obra lírica de Giordano, valorada positivamente por el Editore Sonzogno, con el que el compositor estipuló su primer contrato. Se estrenó en Roma en el Teatro Argentina el 21 de febrero de 1892. 

## Personajes
| Personaje                                      | Tesitura     | Reparto el 21 de febrero de 1892 Director: Vittorio Podesti |
| ---------------------------------------------- | ------------ | ----------------------------------------------------------- |
| Vito, un tintorero                             | tenor        | Roberto Stagno                                              |
| Annetiello, un cochero.                        | barítono     | Ottorino Beltrami                                           |
| Cristina, una prostituta.                      | soprano      | Gemma Bellincioni                                           |
| Amalia, esposa de Annetiello y amante de Vito. | mezzosoprano | Emma Leonardi                                               |
| Marco, un barbero.                             | bajo         | Francesco Nicoletti                                         |
| Nunzia, una peluquera.                         | mezzosoprano | Giulia Sporeni                                              |